# Tout est calme
Tout est calme (1999) è un album di Yann Tiersen in collaborazione con il gruppo The Married Monk. È il primo album in cui il famoso musicista francese canta.

## Titoli
1. Plus au Sud - 3:02
2. Les Grandes Marées - 3:38
3. La Crise - 2:25
4. Tout est calme - 3:16
5. La Rupture - 2:33
6. La Relève - 1:26
7. La Pharmacie - 2:48
8. La Terrasse - 2:55
9. L'Étal - 1:54
10. La Découverte - 2:13

Testi e musiche Yann Tiersen.
The Married Monk hanno eseguito tutti i brani, tranne La Relève e L'Étal. Yann Tiersen canta Les Grandes Marées, Tout est calme, La Relève e La Terrasse.